# The Keeper of Traken
The Keeper of Traken (Le Gardien de Traken)  est le cent-quartorzième épisode de la première série de la série télévisée britannique de science-fiction Doctor Who. Originellement diffusé sur la BBC en quatre parties du 31 janvier au 21 février 1981, cet épisode voit la première apparition de Nyssa jouée par Sarah Sutton ainsi que la réapparition d'un ancien ennemi du Docteur.

## Accroche
Le Docteur et Adric sont sortis de la dimension parallèle de l'E-space et rencontrent le Gardien de l'Union de Traken. Il leur demande de se rendre sur la paisible planète Traken où une statue étrange nommée Melkur semble avoir de l'influence sur la nouvelle présidente du consul. À leur arrivée, le Docteur et Adric sont considérés comme des ennemis.

## Distribution
- Tom Baker — Le Docteur
- Matthew Waterhouse  — Adric
- Sarah Sutton — Nyssa
- Anthony Ainley — Tremas
- Denis Carey — Le Gardien
- Sheila Ruskin — Kassia
- Geoffrey Beevers — Melkur
- Graham Cole — Corps de Melkur
- John Woodnutt — Le consul Seron
- Margot Van der Burgh — Katura
- Robin Soans — Luvic
- Roland Oliver — Neman
- Liam Prendergast, Philip Bloomfield, Ralph Morse — Les Hommes d'accueil

## Résumé
À bord du TARDIS, le Docteur et Adric sont sortis de la dimension parallèle de l'E-space et atterrissent dans le secteur de l'Union de Traken, un empire de paix et d'harmonie. La figure holographique du vieux Gardien de Traken apparaît à l'intérieur du TARDIS et sollicite l'aide du Docteur. Le Gardien explique que son titre va bientôt être accordé au consul Tremas, ce qui lui donne accès au centre technologique de Traken, une source puissante. Pourtant, il sent que la femme de Tremas, Kassia et sa fille, Nyssa sont proches d'une source maléfique. Il suspecte une connexion avec Melkur, une créature maléfique arrivée il y a plusieurs années, immobile et calcifiée dans la pierre et devenue bien plus un symbolique pieux que Kassia nettoie couramment.
À leur arrivée dans la capitale de Traken, la présence du Docteur et d'Adric apparaît comme menaçante et bientôt ceux-ci sont suspectés d'être les démons que le Gardien redoutent. Néanmoins, ils tombent sous la protection de Tremas. Alors que le TARDIS disparaît et est touché par ce qu'Adric déterminera être une arme à plasma. Travaillant avec Nyssa, il réussit à déterminer que l'arme est semblable à celles se trouvant dans le TARDIS. Pendant ce temps là, Kassia rend visite à Melkur qui lui offre un collier permettant de la contrôler. Elle manipule alors les autres membres du consul afin de faire arrêter son mari, le Docteur et Adric. Alors que Nyssa réussi à les faire s'évader de prison, le Gardien meurt. Kassia s'assied sur le trône et disparaît, faisant apparaître à sa place une statue de Melkur.
Devenu le Gardien, Melkur peut avoir accès à la Source, mais son pouvoir est pour l'instant instable et celui-ci disparaît et réapparaît. Malgré sa surveillance, le Docteur et Tremas réussissent à affaiblir le pouvoir de la Source, mais Melkur parvient à accéder à son plein potentiel avant qu'ils ne complètent leur opération. Les ayant hypnotisé, il force le Docteur à rentrer dans une statue de Melkur, où le Docteur découvre que celui-ci est en réalité le Maître. Celui-ci en est à la fin de sa régénération et cherche un moyen de changer de forme. Adric et Nyssa parviennent pendant ce temps à trouver un moyen de déconnecter le pouvoir de la Source. Le Docteur sort de la statue, le Maître disparaît et un des consul, Luvic, devient Gardien à sa place.
Alors que tout est rentré dans l'ordre et qu'Adric et le Docteur repartent vers Gallifrey, Tremas trouve une horloge étrange. Alors qu'il la touche le Maître se régénère à partir de son corps et repart à l'intérieur de l'horloge qui cache un TARDIS. Nyssa, inquiète, se demande où est son père.

### Continuité
- L'épisode suit directement la fin de l'épisode précédant avec l'arrivée d'Adric dans le N-space et forme une trilogie qui continue dans l'épisode suivant et se termine avec « Castrovalva. »
- C'est techniquement la première apparition de Nyssa même si elle ne voyage pas avec le Docteur.
- Cet épisode reprend l'apparence du Maître tel qu'il était dans l'épisode « The Deadly Assassin » 5 ans plus tôt. À noter que Tremas est une anagramme de "Master" ce qui confirme sa prédestination à être changé. C'est la première régénération du Maître à l'écran.